# The Renunciation (film 1914)
The Renunciation è un cortometraggio muto del 1914 diretto da Webster Cullison.

## Produzione
Prodotto dalla Eclair American, il film venne girato a Tucson, in Arizona.

## Distribuzione
Il cortometraggio uscì nelle sale cinematografiche statunitensi il 15 luglio 1914, distribuito dall'Universal Film Manufacturing Company.